# 윈도우 7의 새로운 기능
윈도우 7에 포함된 새로운 기능들 가운데 일부는 터치, 음성, 필기 인식의 개선, 가상 하드 디스크 지원, 추가 파일 포맷 지원, 다중 코어 프로세서의 개선된 성능, 개선된 시동 성능 및 커널 개선을 포함한다.

## 셸 및 사용자 인터페이스
윈도우 7은 이전작 윈도우 비스타에 처음 도입된 윈도우 에어로 사용자 인터페이스와 시각 스타일을 포함하지만 많은 부분이 강화되었다.

### 데스크톱
테마
테마 지원은 윈도우 7에서 확장되었다. 윈도우 크롬 색, 바탕 화면 배경, 바탕 화면 아이콘, 마우스 포인터, 소리 구성표, 테마뿐 아니라, 윈도우 7에는 데스크톱 슬라이드쇼 설정을 포함한다. 바탕 화면의 "개인 설정" 메뉴를 통해 접근할 수 있는 새로운 제어판 인터페이스가 도입되어 여러 테마들 간 전환 및 개인 설정 기능에다 마이크로소프트 웹사이트로부터 더 많은 테마를 내려받는 기능이 제공된다. 테마 팩 지원이 포함되는데, 테마 팩은 .themepack이라는 확장자의 캐비넷 파일로 되어 있으며 수많은 그림, 소리, 아이콘, 마우스 커서 파일과 더불어 .theme 파일로 구성된다. 윈도우 7은 이 파일 포맷을 인식하면 사용자 테마를 새로운 테마로 전환한다. 윈도우 7 테마는 새로운 바탕 화면 배경 그림을 받을 수 있는 RSS 피드를 지정할 수 있다.
데스크톱 슬라이드쇼
윈도우 7에는 일정한 시간 간격으로 부드러운 페이드 전환과 더불어 바탕 화면 배경을 변경하는 바탕 화면 슬라이드쇼를 포함하고 있다. 이 기능은 미리 내려받은 배경 화면들과 포토 RSS 피드를 지원한다.
가젯
윈도우 비스타는 가젯과 사이드바를 도입함에 따라 가젯을 사용자 바탕 화면의 측면에 놓을 수 있게 하고 있다. 윈도우 7에서 사이드바는 제거되었으나 가젯은 바탕 화면에 놓을 수 있다. 가젯은 바탕 화면의 특정 위치에 달라붙는다.
브랜드화 및 개인 설정
OEM 및 기업들은 사용자가 로그온하기 전에 나타나는 윈도우 7의 로그온 화면 배경을 설정할 수 있다.

### 윈도우 탐색기

#### 라이브러리
윈도우 7의 윈도우 탐색기는 다양한 위치로부터 콘텐츠를 한데 모을 수 있는 파일 라이브러리를 지원한다. 여기에는 공유 폴더가 호스트 시스템에서 색인화되어 있으면 네트워크 시스템의 공유 폴더가 포함되어 통합된 보기에 나타난다. 이 라이브러리들은 파일이 저장된 실제 위치는 보여주지 않는다. 라이브러리에서 검색하면 자동으로 로컬 시스템과 원격 시스템으로의 쿼리를 집합시키며 이로써 시스템 상의 파일도 검색된다. 검색 폴더와 달리 라이브러리는 물리적 위치의 도움을 받으므로 파일들이 라이브러리에 저장될 수 있게 한다. 각 파일들은 투명하게 그와 관계된 물리적 폴더에 저장된다. 라이브러리의 기본 저장 위치는 사용자가 구성할 수 있으며 개별 라이브러리의 기본 보기 레이아웃도 그렇게 할 수 있다. 라이브러리는 일반적으로 Libraries 특수 폴더에 저장되며 이들은 탐색 틀에 표시된다.

#### 통합 검색
윈도우 탐색기 또한 웹에 노출되거나 오픈 검색 정의를 통해 기술되는 사용자 지정 데이터베이스, 웹 서비스와 같은 외부 데이터 자원에 대한 통합 검색을 지원한다. 통합 검색 위치 정보(Search Connector)는 .osdx라는 파일 확장자로 제공된다. 한번 설치되면 데이터 자원은 윈도우 탐색기에서 직접 조회가 가능하다. 미리 보기, 썸네일과 같은 윈도우 탐색기 기능들 또한 검색된 결과물과 잘 동작한다.

#### 기타 셸 향상
윈도우 탐색기는 탐색기의 전반적인 기능을 개선하는 수많은 자잘한 향상들이 있다. 예를 들어, 탐색기의 검색 상자와 주소 표시줄은 크기를 조절할 수 있다.

### 시작 메뉴
사용자가 마우스를 시작 메뉴에 가리키면 페이드인 강조 효과를 보여준다. 시작 메뉴의 오른쪽 열은 에어로 글래스 색으로 되어 있다. 윈도우 비스타에서는 완전히 검은 색이었다.
윈도우 7의 시작 메뉴는 다음과 같은 기능적 변경 사항들을 포함한다:
- 문서, 사진, 음악 버튼이 같은 이름의 라이브러리로 연결된다.
- "장치 및 프린터" 옵션이 추가되어 새로운 장치 관리자를 보여준다.
- 윈도우 비스타의 "시스템 종료" 아이콘은 문자열로 변경되었다.
- 작업 표시줄 점프 목록은 « » 모양으로 표시된다.
- 비디오, 다운로드, 녹화된 TV 폴더의 링크를 시작 메뉴에 추가할 수 있다.

### 작업 표시줄
윈도우 작업 표시줄은 에어로 글래스 요소로 렌더링되며 개인 설정을 통해 색을 변경할 수 있다. 윈도우 비스타의 것 보다 10 픽셀 더 크며 터치 스크린 입력을 수용하고 더 큰 기본 아이콘 크기를 지원한다. (더 작은 작업 표시줄 크기도 이용 가능) 거기다가 더 높은 해상도 모니터 모드에 대한 비율도 유지한다.

### 창 관리 마우스 제스처

#### 에어로 스냅
창은 화면 최상단으로 드래그하여 이를 최대화하고 다시 아래로 끌면 원래 크기로 복귀한다. 창을 화면의 왼쪽이나 오른쪽으로 끌면 화면의 반을 차지하게 할 수 있다. 또, 창을 화면 아래나 맨 위로 크기를 조절하면 창이 너비는 유지한 채 꽉찬 높이로 확장된다. 창이 자동으로 크기 조절을 허용하지 않도록 이 기능을 접근성 센터에서 비활성화할 수도 있다.

#### 에어로 셰이크
에어로 셰이크는 사용자가 창을 흔들면 다른 모든 창이 최소화되게 하는 기능이다. 다시 창을 흔들면 다른 창들이 다시 원래 크기로 복귀된다.

### 키보드 바로 가기
새롭고도 다양한 키보드 바로가기들이 도입되었다.
전역 키보드 바로가기:
- ⊞ Win+스페이스 바: 에어로 피크
- ⊞ Win+↑: 현재 창 최대화
- ⊞ Win+↓: 현재 창이 최대화되어 있으면 원래 크기로 복귀. 다른 경우라면 현재 창을 최소화.
- ⊞ Win+⇧ Shift+↑: 현재 창의 상하단 모서리를 각각 윈도우 데스크톱 환경의 상하단까지 늘림.(or 상하단으로 맞춤)
- ⊞ Win+⇧ Shift+↓: ⊞ Win+⇧ Shift+↑ 사용 이전에 현재 창의 원래 크기 복귀.
- ⊞ Win+←: 화면의 왼쪽 모서리로 현재 창을 붙이기.
- ⊞ Win+← / ⊞ Win+→: 현재 창을 왼쪽/오른쪽 디스플레이로 이동.
- ⊞ Win++: 화면 확대.
- ⊞ Win+-: 화면 축소.
- ⊞ Win+Esc: 크기 조절 기능 끄기.
- ⊞ Win+Home: 에어로 셰이크.
- ⊞ Win+P: "네트워크 프로젝터로 연결" 열기.

작업 표시줄:
- ⇧ Shift + 클릭 / 가운데 클릭: 이미 실행 중인지의 여부에 관계 없이 새로운 인스턴스의 응용 프로그램 시작.
- Ctrl+⇧ Shift + 클릭: 관리자 권한으로 새로운 인스턴스 시작. 기본값으로 사용자 계정 컨트롤 확인 창이 표시됨.
- ⇧ Shift + 오른쪽 클릭: 고전 창 메뉴(크기 복원 / 최소화 / 이동 등)가 표시됨. 응용 프로그램의 썸네일 그림에다 마우스 오른쪽을 클릭해도 이 메뉴가 나타남. 아이콘이 그룹화된 아이콘 위에 클릭되고 있으면 모두 복원 / 모두 최소화 / 모두 닫기가 포함된 고전 메뉴가 표시됨.
- 그룹화된 아이콘에 Ctrl+클릭: 그룹 내 창 간 전환.

윈도우 탐색기:
- 응용 프로그램 아이콘 위에 ⇧ Shift + 오른쪽 클릭: 다른 사용자로 프로세스 시작.

### 글꼴 관리
글꼴 관리를 위한 사용자 인터페이스가 개선되었다.

### 장치
윈도우 7의 장치 관리에 대한 새로운 주요 인터페이스 구성 요소가 있다. "장치 및 프린터", "장치 스테이지" 이들은 모두 윈도우 탐색기에 통합되었으며 동시에 컴퓨터에 장착된 장치의 통합된 보기와 지원 기능을 제공한다.

#### 장치 및 프린터
장치 및 프린터는 시작 메뉴에서 직접 접근할 수 있는 새로운 제어판 인터페이스이다.

#### 장치 스테이지
장치 스테이지는 외부에 연결된 멀티 터치 기기의 중심 위치를 제공하여 사용자에게 기능을 제공한다. PMP와 같은 장치가 시스템에 연결되면 장치는 윈도우 탐색기와 작업 표시줄 위의 아이콘에 나타난다.

## 멀티 터치
2007년 12월 11일 마이크로소프트의 태블릿 PC 팀에서 일했던 힐튼 로케는 윈도우 7이 멀티 터치를 지원하는 장치의 새로운 터치 기능을 제공할 것이라고 보고하였다.

## 그래픽

### DirectX
- Direct3D 11이 도입되었다.
- 그래픽 및 텍스트 그리기를 위한 기존의 GDI/GDI+를 대체하는 Direct2D, DirectWrite, 새로운 하드웨어 가속 벡터 그래픽, 글꼴 렌더링 API 도입.
- WARP (Windows Advanced Rasterization Platform)
- DXVA-HD(DirectX Video Acceleration-High Definition)[11]

### 데스크톱 창 관리자
윈도우 비스타에 도입된 데스크톱 창 관리자는 윈도우 7에서 Direct3D API의 10.1 버전으로 업데이트되어 성능이 상당히 개선되었다.

### 기타 변경 사항
30, 48비트 색 깊이 지원과 더불어 scRGB 광색역을 지원한다. (HDMI 1.3은 xvYCC로 변환, 출력 가능) 윈도우 7에서 지원하는 비디오 모드는 16비트 sRGB, 24비트 sRGB, 30비트 sRGB, 30비트 (확장된 색역 sRGB, 48비트 scRGB)이다.
이전 윈도우와 달리 윈도우 7, 윈도우 서버 2008 R2 사용자는 각각 저마다 다른 DPI를 설정할 수 있다. DPI 설정은 다시 시작 없이 로그 온/오프 시 변경된다.

## 파일 시스템

### 솔리드 스테이트 드라이브
시간이 지남에 따라 플래터가 포함된 전통 하드 디스크드라이브(HDD)의 성능을 개선하는 몇 가지 기술들이 차기 버전의 윈도우에 통합되었다. 솔리드 스테이트 드라이브(SSD)가 기계적 HDD와 일부 주요 사항에서는 다르지만 특히 SSD의 경우에는 일부 최적화 기능을 비활성화하는 것이 더 이득이 있다.
윈도우 7은 수많은 기능적 변경을 통합하여 쓰기 및 플러시(flush)의 빈도를 줄임에 따라 개별 쓰기 동작이 플래시 메모리를 소모시키는 SSD에 이득이 된다.
또, 윈도우 7은 TRIM 명령을 이용한다. SSD(초기 장치에는 지원되지 않음)가 이를 지원하며, 개별 쓰기 이전에 블록 삭제를 최소화함으로써 쓰기 성능을 개선하는데 이는 삭제 사이클이 수행될 때 최적화된다.
윈도우 7의 파티션 제작 도구로 만든 파티션들은 SSD의 정렬 요구를 염두에 두고 만들어졌으므로 원치 않는 체계적 쓰기 증을 막아준다.

### 가상 하드 디스크
윈도우 7 엔터프라이즈, 얼티밋, 프로페셔널 에디션은 가상 하드 디스크 (VHD) 파일 포맷의 지원을 포함한다. VHD 파일은 드라이브로 마운트하거나 만들고 시동할 수도 있으며 이는 WIM 파일과 방식이 동일하다.
게다가 설치된 버전의 윈도우 7은 가상 하드웨어가 아닌 곳에서도 VHD 드라이브로부터 시동할 수 있는데, 이는 멀티 부팅 윈도우에 대한 새로운 방법을 제공하는 것이다. 최대 절전 모드, 비트로커 등 일부 기능들은 VHD로 부팅할 때 사용할 수 없다.

### 디스크 파티션
기본적으로 컴퓨터의 디스크는 두 개의 디스크 파티션으로 분할된다: 하나는 제한된 크기의 시동 및 비트로커 및 윈도우 복구 환경용으로, 다른 하나는 운영 체제 및 사용자 파일용이다.

### 이동식 매체
"하드웨어 안전하게 제거" 메뉴가 개선되었는데, 이를테면 하나의 허브로부터 동시에 하나의 카메라를 장착한 뒤 다시 시동 없이 다음에 사용할 포트를 보유하고 이동식 매체가 레이블로 표시되며, 그 이전의 윈도우 Me~2000, 비스타에 이르는 윈도우 버전은 단지 드라이브 문자만 보여주었다.
윈도우 탐색기는 카드가 장착되면 내 컴퓨터에서 메모리 카드 리더 포트만 보여 준다.

### 비트로커 투 고
비트로커는 USB 드라이브와 같은 이동식 드라이브에 대한 암호화 지원을 제공한다. 이러한 장치들은 암호 문구, 복구 키로 보호되며 컴퓨터 상에서 자동으로 잠금을 해제할 수도 있다.

## 같이 보기
- 윈도우 8의 새로운 기능